# Alexei-Mateevici-Kulturclub
Der Alexei-Mateevici-Kulturclub (rumänisch Clubul Cultural Alexe Mateevici), auch bekannt unter der Bezeichnung Literarisch-musikalischer Club Alexei Mateevici, war eine lose Vereinigung moldauischer Intellektueller, die in der ersten Hälfte des Jahres 1988 gegründet wurde und nach dem orthodoxen Priester Alexei Mateevici benannt wurde.

## Geschichte
Der Club wurde durch eine kleine Gruppe moldauischer Intellektueller gegründet, zu denen der spätere Politiker Anatol Șalaru gehörte. Als Namensgeber fungierte Alexei Mateevici, der Schöpfer des Textes der Hymne Limba Noastră. Er entstand im Zuge der zunehmenden Öffnung der Sowjetunion seit dem Amtsantritt Michail Gorbatschows und arbeitete eng mit der moldauischen Demokratischen Bewegung zusammen. Erklärtes Ziel des Clubs ist es gewesen, Kunst- und Kulturgüter in der Moldauischen SSR (heute Republik Moldau) zu schützen und die Verbindungen nach Rumänien, welche kurzfristig nach dem Zweiten Wiener Schiedsspruch und insbesondere seit dem Ende des Zweiten Weltkrieges untergebrochen gewesen waren, wiederherzustellen. Die Vereinigung unterstützte darüber hinaus die Wiedereinführung des lateinischen Alphabetes, die Rückbenennung der moldauischen Sprache und wehrte sich gegen eine zunehmende Russifizierung innerhalb der moldauischen Sowjetrepublik. Um seinen Forderungen Ausdruck zu verleihen, half der Club 1989 bei der Organisationen von mehreren Massendemonstrantionen mit, bei denen mehrere Tausend Menschen zusammenkamen. Im Mai 1989 kam es zur Vereinigung mit der Demokratischen Bewegung zur Volksfront Moldaus, die sich später für eine Vereinigung Moldaus mit Rumänien einsetzen sollte.